# Neurotransmise

Presynaptický neuronu (nahoře) uvolní neurotransmiter, který aktivuje receptory na postsynaptické buňce (dole).

Neurotransmise (z latiny: transmissio „průchod, přechod“;  transmittere „pošlete, nechte téci“), či též synaptický přenos, je proces, kterým jsou signální molekuly zvané neurotransmitery uvolňovány zakončením axonu jednoho neuronu (presynaptický neuron), a naváží se a zaktivují neuroeceptory na dendritech jiného neuronu (postsynaptický neuron). Podobný proces se vyskytuje v případě retrográdního přenosu nervových vzruchů, kde dendrity postsynaptického neuronu uvolňují retrográdní neurotransmitery (např. endokanabinoidy), a tak signalizují přes receptory, které jsou umístěny na zakončení axonu presynaptického neuronu, hlavně na gabaergních a glutamátergních synapsích.
Neurotransmise je nezbytná pro proces komunikace mezi dvěma neurony. Synaptický přenos závisí na následujících faktorech: dostupnost neurotransmiteru, uvolňování neurotransmiteru exocytózou, vazba neurotrnasmiteru na postsynaptické receptory, funkční odpovědi postsynaptické buňky a následné odstranění nebo deaktivace neurotransmiteru.